# Eiko Shimamiya
Eiko Shimamiya (島みやえい子, Shimamiya Eiko), també anomenada com a Eiko o Peko, és una cantant, compositora i productora musical japonesa de J-Pop nascuda a Chitose, Hokkaido. És coneguda pel seu treball cantant les cançons d'inici i fi de diverses temporades de la sèrie animada de Higurashi no naku koro ni. Eiko Shimamiya també dirigeix una acadèmia de cant a Sapporo anomenada Shimamiya Size. Algunes de les seues alumnes han esdevingut famoses cantants com per exemple Mami Kawada, Kotoko o Kaori Utatsuki. El 10 de maig de 2010 va anunciar a twitter que havia estat diagnosticada de càncer de tiroide. El 28 de gener de 2011 va anunciar als seus seguidors que s'havia recuperat completament del càncer.

## Discografia

### Senzill
| Nº | Llançament   | Llançament | Llançament                                       |
| Nº | Data         | Any        | Senzill                                          |
| -- | ------------ | ---------- | ------------------------------------------------ |
| 1  | 24 de maig   | 2006       | "Higurashi no naku koro ni" (ひぐらしのなく頃に) |
| 2  | 22 d'agost   | 2007       | "Naraku no Hana" (奈落の花)                      |
| 3  | 16 d'abril   | 2008       | "Unmei no Wa" (運命の輪)                         |
| 4  | 8 d'abril    | 2009       | "Chikai" (誓い)                                  |
| 5  | 24 de juny   | 2009       | "Super scription of data"                        |
| 6  | 29 de juliol | 2009       | "Paranoia"                                       |
| 7  | 21 de juny   | 2012       | "Onkalo"                                         |
| 8  | 28 d'octubre | 2012       | "Yellow"                                         |
| 9  | 27 d'octubre | 2013       | "JAIKO"                                          |
| 10 | 28 de gener  | 2015       | "Kokuchou no Psychedelica" (黒蝶のサイケデリカ)  |